# Stevenia flavocalyptrata
Stevenia flavocalyptrata är en tvåvingeart som först beskrevs av Jacques-Marie-Frangile Bigot 1889.  Stevenia flavocalyptrata ingår i släktet Stevenia och familjen parasitflugor. Inga underarter finns listade i Catalogue of Life.